# اید
اید (به لاتین: Eide) یک شهرستان نروژ در نروژ است که در مور او رومسدال واقع شده‌است.

## خصوصیات
اید ۱۵۲٫۱۶ کیلومترمربع مساحت و ۳٬۴۷۶ نفر جمعیت دارد.